# Трейвас, Эмилия Моисеевна
Эми́лия (Э́мма) Моисе́евна Тре́йвас (26 августа 1918 — 8 января 1982) — советская актриса.

## Биография
Родилась 26 августа 1918 года в городе Царицын Саратовской губернии в семье работника лесного хозяйства Моисея Трейваса, выходца из Полоцка. Мать родилась в Риге, тогда — в Лифляндской губернии, работала белошвейкой. Старший сын в семье, Рафаил, стал механиком по авиационному оборудованию. Старшая дочь окончила ГИТИС, работала в Москонцерте режиссером и актрисой. Младший сын, Миша, окончил лётное училище.
Эмилия окончила среднюю школу в Москве (1936) и драматическое отделение Театрально-музыкального училища имени Глазунова (1941). После школы работала в военном отделе редакции газеты «Комсомольская правда». Во время Великой Отечественной войны 8 июля 1941 добровольцем ушла в ополчение, с декабря служила в агитбригаде Сибирского военного округа под руководством Николая Черкасова, выступала с концертами в военных частях, с декабря 1942 по апрель 1943 года на фронте.
Работала в Центральном театре транспорта (1943—1958) и «Москонцерте» (1958—1982). Снималась в кино, особенно много в 1960-е годы. Дебютировала в знаменитой музыкальной комедии «Свинарка и пастух» Ивана Пырьева (1941). Следующая роль — в музыкальной комедии режиссёров Вениамина Дормана и Генриха Оганесяна «Девичья весна» (1960). Наиболее известна по роли Трындычихи в фильме режиссёра Андрея Тутышкина «Свадьба в Малиновке» и озвучиванию роли Печки в мультфильме Бориса Степанцева «Вовка в тридевятом царстве» (1965).
Первый муж — сокурсник-студент. Вместе в начале войны пошли добровольцами на фронт. Супруг геройски сражался и погиб. Второй муж актёр Владимир Мамонтов.
Скончалась 8 января 1982 года. Урна с прахом актрисы была захоронена на московском Донском кладбище (колумбарий № 17, место № 7).

## Роли в театре

#### Центральный театр транспорта
1. «Сказка об Иване-царевиче» по русской народной сказке — Домна Пантелеевна
2. «Шельменко-денщик» Григория Квитки-Основьяненко — Эвжени
3. «Испанский священник» Джона Флетчера — Катерина
4. «Поют жаворонки» Кондрата Крапивы — Павлина Бохан
5. «Буря» по роману-эпопее Вилиса Лациса — Зивтынь
6. «Живой портрет» Агустина Морето — Леонора
7. «Вихри враждебные» Николая Погодина — Мариша
8. «Капитан Коршун» Вадима Собко — Сумцова

## Фильмография
1. 1941 — Свинарка и пастух — подруга Глаши
2. 1960 — Девичья весна — Ангелина Антоновна
3. 1961 — Совершенно серьёзно — заведующая секцией
4. 1961 — История с пирожками
5. 1962 — Необыкновенный город — Облапошкина
6. 1962 — Черёмушки — Мылкина
7. 1962 — Как рождаются тосты — кассирша
8. 1962 — Весёлые истории — тётя с собакой
9. 1962 — Большая дорога — хозяйка на свадьбе
10. 1963 — Внимание! В городе волшебник! — Мария Ивановна
11. 1965 — Человек без паспорта — буфетчица
12. 1965 — Двадцать лет спустя — мать Моисея (в титрах Э. Трайвас)
13. 1967 — Свадьба в Малиновке — Трындычиха
14. 1967 — Пока гром не грянет — соседка по двору
15. 1968 — Семь стариков и одна девушка — буфетчица
16. 1968 — Золотой телёнок — потерпевшая в трамвае
17. 1969 — Мистер-Твистер — Марья
18. 1970 — Бушует «Маргарита» — Эмма Рощина

## Озвучивание мультфильмов
- 1965 — Вовка в Тридевятом царстве — Печка